# Tempestade tropical Henri (2009)
A tempestade tropical Henri foi um ciclone tropical de curto período de vida que ficou ativo a nordeste das Pequenas Antilhas em meados de outubro de 2009. Sendo o décimo sistema tropical e a oitava tempestade tropical dotada de nome da temporada de furacões no Atlântico de 2009, Henri formou-se de uma área de perturbações meteorológicas em 6 de outubro a leste das Pequenas Antilhas. Seguindo para oeste-noroeste numa região com condições meteorológicas desfavoráveis, Henri não foi capaz de se intensificar rapidamente e logo atingiu seu pico de intensidade, com ventos máximos sustentados de 85 km/h e uma pressão atmosférica central mínima de 1005 mbar. Henri enfraquece-se para uma depressão tropical em 7 de outubro e degenerou-se para uma área de baixa pressão remanescente no dia seguinte, quando o Centro Nacional de Furacões (NHC) emitiu seu aviso final sobre o sistema.
O sistema remanescente de Henri afetou as Grandes Antilhas dias depois, mas nenhum impacto relacionado ao sistema foi relatado.

## História meteorológica

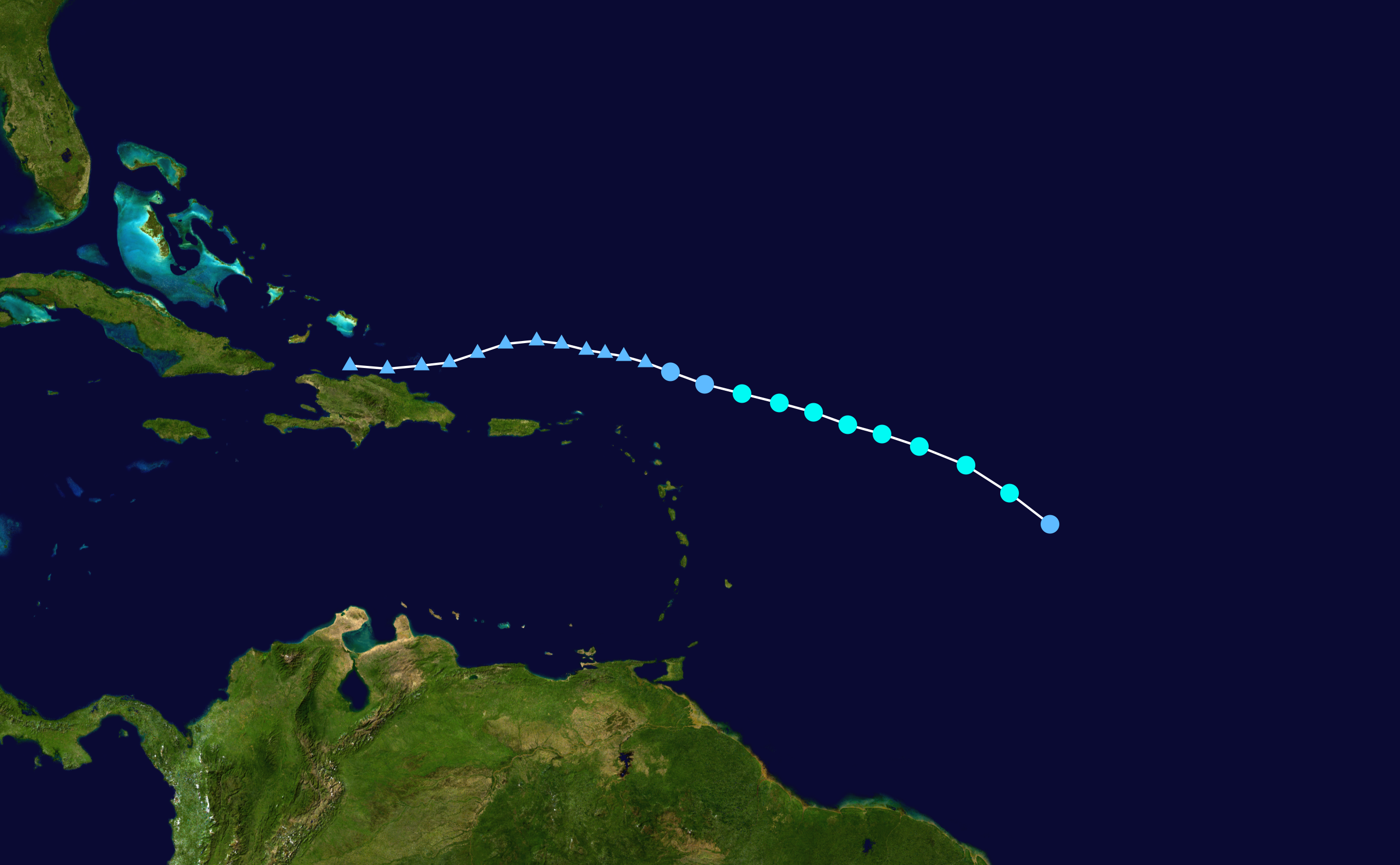
O caminho de Henri

Henri formou-se de uma onda tropical que deixou a costa oeste da África em 1 de outubro. O sistema mostrou pouca organização durante os dias seguintes, mas em 4 de outubro, as áreas de convecção profunda associadas aumentaram e uma ampla área de baixa pressão formou-se juntamente à onda. A perturbação ficou mais definida apesar do cisalhamento do vento contínuo no dia seguinte, e, baseado na apresentação do sistema em imagens de satélite e de dados de que os ventos associados já ultrapassavam 65 km/h, o Centro Nacional de Furacões classificou o sistema diretamente para uma tempestade tropical e lhe atribuiu o nome "Henri" na noite (UTC) de 6 de outubro. Mesmo estando numa região com condições meteorológicas muito desfavoráveis, Henri continuou a se organizar assim que a área de convecção profunda continuou a expandir. Essas áreas de convecção estavam localizadas a nordeste do sistema, deixando o centro ciclônico de baixos níveis praticamente exposto devido ao forte cisalhamento do vento.

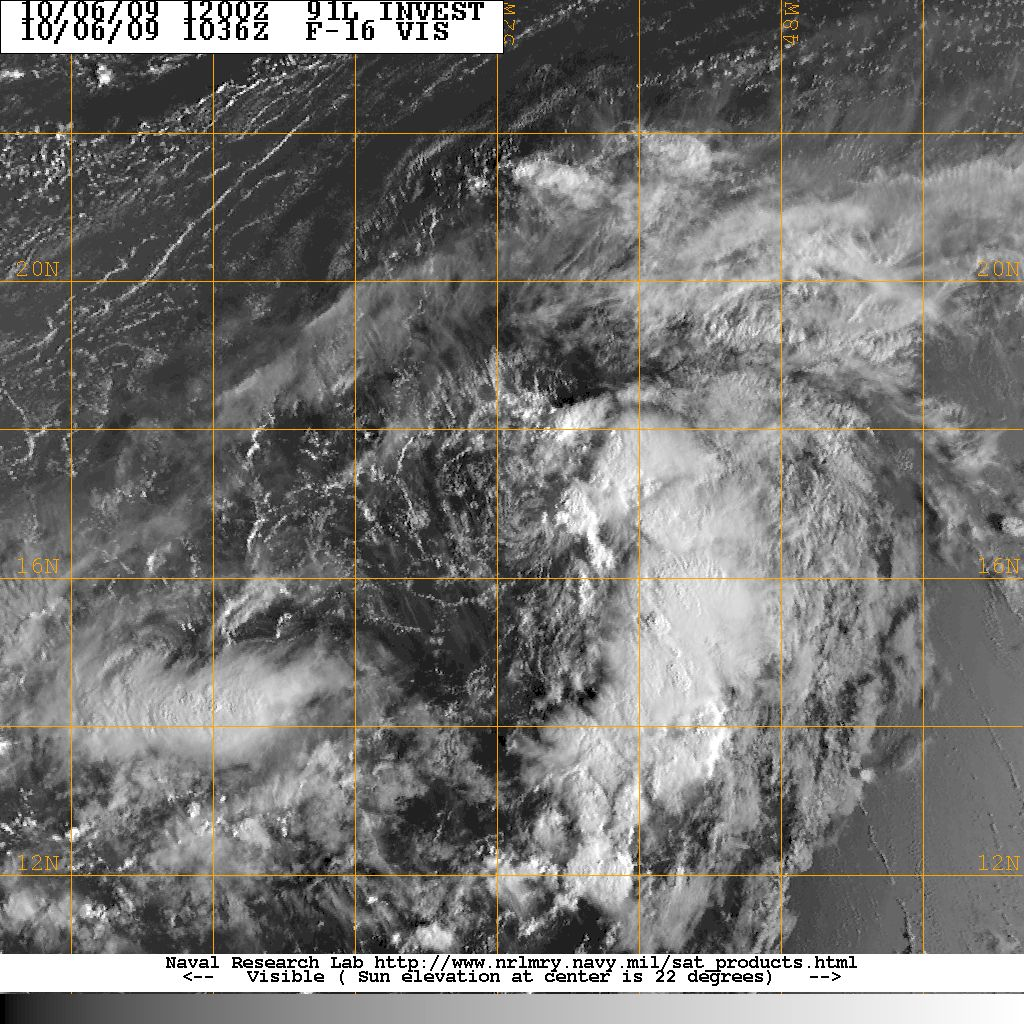
A tempestade tropical Henri em 6 de outubro de 2009

Durante a madrugada e a manhã (UTC) de 7 de outubro, Henri continuou a se intensificar assim que suas áreas de convecção continuavam a se expandir. A tempestade atingiu seu pico de intensidade ainda naquela manhã, com ventos máximos sustentados de 85 km/h, e uma pressão atmosférica central mínima de 1.005 mbar.
A partir de então, Henri começou a se enfraquecer assim que o cisalhamento do vento aumentou ainda mais, removendo as áreas de convecção mais profundas do centro ciclônico de baixos níveis, que ficou exposto, livre de nuvens. Naquela noite (UTC), um segundo centro ciclônico de baixos níveis surgiu assim que a circulação ciclônica de baixos níveis de Henri ficava menos definida assim que o forte cisalhamento do vento desorganizava o sistema. Henri sucumbiu ao forte cisalhamento do vento e se enfraqueceu para uma depressão tropical na madrugada (UTC) de 8 de outubro. O forte cisalhamento do vento separou as circulações ciclônicas de altos e baixos níveis, separando todas as áreas de convecção profunda do centro de Henri. Com isso, o sistema degenerou-se para uma área de baixa pressão remanescente naquela noite (UTC) e o NHC emitiu seu aviso final sobre o sistema.

## Preparativos e impactos
Como Henri não ameaçou ou atingiu regiões costeiras, nenhum alerta ou aviso de furacão ou tempestade tropical foi necessário. Pelo mesmo motivo, Henri não causou qualquer impacto à sociedade humana. Além disso, nenhum navio ou estação meteorológica registrou a sua passagem; a tempestade tropical foi monitorada exclusivamente com base em imagens de satélite.